# Darcy Grey
Darcy Grey (Londres, 5 de junio de 1991) es un actor británico. Nació en Londres pero creció en España y luego se formó en el Instituto de Teatro Boris Shchukin de Moscú. Protagonizó los cortometrajes A Warriors Afterlife (2014) y Certified Mail (2015), y también apareció en los largometrajes Verräter y Glorious de 2016, así como en Snakebite Protection Chronicles en 2017. También hizo apariciones especiales en Cedar Sequoia International y Pennyworth en 2017 y 2019, respectivamente. De febrero de 2022 a febrero de 2023, interpretó el papel habitual de Marcus Dean en el serial televisivo de ITV, Emmerdale, por la que fue nominado al premio British Soap Award como Mejor Revelación en 2022. Tras su salida de la telenovela, interpretó a Matteo Grimaldi en la película para televisión The Venice Murders (2023). Además de actuar, también vendía comida para perros, lo que le permitía hacer audiciones mientras trabajaba.

## Primeros años y vida personal
Darcy Grey nació el 5 de junio de 1991 en Londres. Él tiene un hermano mayor. A sus padres les gustaba viajar y Grey creció en España, donde vivió durante 13 años. Luego afirmó que, si bien estaba agradecido por la oportunidad, cuando era niño se sentía como un paria, creyendo que se destacaba por ser el único niño de ojos azules. Respecto a su relación con su padre, explicó que «siempre hubo cierta separación» entre ambos, a pesar de ser cercanos y «muy empáticos». Cuando regresó a Inglaterra siendo adolescente, se interesó en la actuación mientras estudiaba sus estudios de nivel A.  Se casó con Christine Lisowski en 2014, cuando tenía 22 años. El padrastro de Grey es español, lo que lo impulsó a aprender el idioma y dominarlo. Grey mantiene su vida personal en privado. También vivió en Los Ángeles antes de regresar al Reino Unido a la edad de 26 años para formarse en una escuela de teatro; más tarde regresó a los Estados Unidos antes de establecerse en Inglaterra.

## Trayectoria

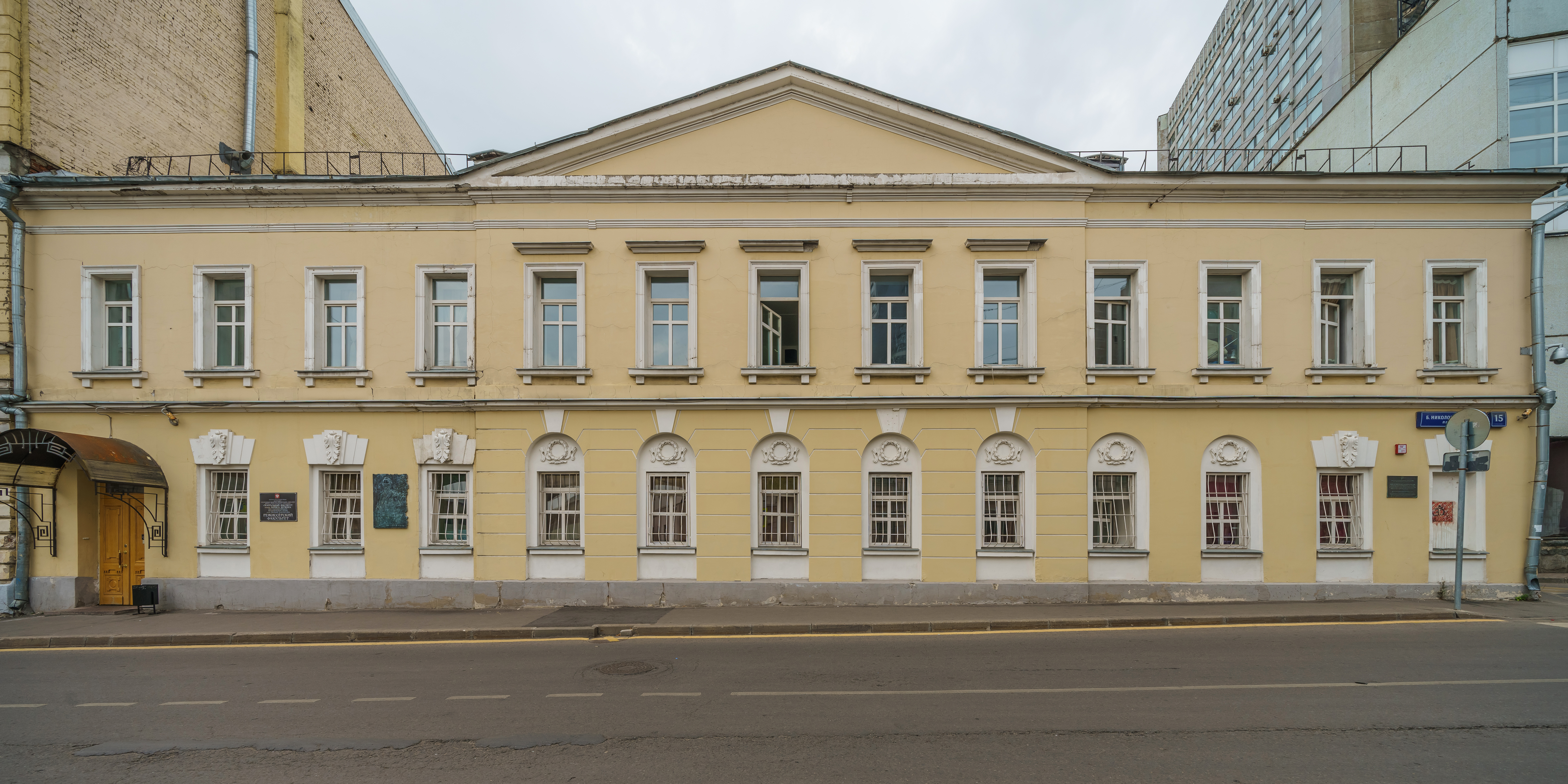
Grey se formó en el Instituto de Teatro Boris Shchukin.

Se formó en el Instituto de Teatro Boris Shchukin de Moscú, por lo que también aprendió ruso. En 2014, interpretó al personaje principal David Espinoza en el cortometraje A Warriors Afterlife.  Al año siguiente, interpretó el personaje de Paul en otro cortometraje, Certified Mail. Luego, interpretó a Vince en la película biográfica Glorious de 2016. Ese mismo año, interpretó a René en la película para televisión Verräter. En 2017, apareció en un episodio de Cedar Sequoia International y también apareció en la película Snakebite Protection Chronicles. También apareció en un episodio de Pennyworth de 2019. Además de actuar, Grey también vendía «comida elegante para perros» los fines de semana, algo que él llamaba «algo tan gracioso» que le avergonzaba.  Explicó que ama a los perros y reveló que la compañía sólo empleaba actores porque son oradores seguros. Este trabajo le permitió trabajar los fines de semana mientras hacía audiciones durante la semana, lo que él llamó una experiencia «encantadora» por la que se sintió agradecido.
El 11 de enero de 2022, se anunció que había sido elegido para el serial televisivo de ITV Emmerdale como el recién llegado Marcus Dean, el hijo del expersonaje Pierce Harris (Jonathan Wrather). Grey reveló que sonreía discretamente por dentro cuando su agente le propuso el papel de Marcus, y explicó: «Compartimos tantas similitudes, tanto buenas como, quizás, malas. Pensé: 'Ya sé quién es este chico'. Recibir la llamada para decirme que el papel era mío fue uno de esos momentos de incredulidad con los que los actores soñamos». Llamó a Marcus «un paria» que está entrando en «un punto bastante emocionante» en su vida. La productora de Emmerdale, Kate Brooks, estaba encantada con su elección y creía que Marcus causaría «una gran impresión» en los espectadores. Se sentía parte de una «gran familia» en Emmerdale y sentía que trabajar en Leeds era diferente a su vida en Londres. Hizo su aparición como Marcus en el episodio que se emitió originalmente el 3 de febrero de 2022. Las historias de Marcus en la telenovela involucraron su llegada a Emmerdale, su encuentro con la exesposa de Pierce, Rhona Goskirk (Zoë Henry), una relación romántica con Ethan Anderson (Emile John) y el acoso sexual por parte del jefe de Ethan, lo que tensa su relación con Ethan.
Por su papel de Marcus, fue preseleccionado para el premio British Soap Award como Mejor Revelación en 2022. El 13 de febrero de 2023, se anunció que Grey había decidido dejar Emmerdale para explorar otras oportunidades de actuación y que Marcus sería eliminado de Emmerdale. Se confirmó que ya había filmado sus escenas finales y que la puerta quedaría abierta para que el personaje regresara. Si bien no publicó una declaración oficial, reposteó los informes de su partida junto con tres emojis de corazón, y luego agradeció a los fanáticos en Twitter por su apoyo y expresó su entusiasmo por sus futuros roles. Su episodio final como Marcus se emitió el 21 de febrero de 2023, y presentó la partida del personaje luego de su ruptura con Ethan. Más tarde ese año, interpretó a Matteo Grimaldi en la película para televisión The Venice Murders.

## Filmografía
| Año     | Título                          | Papel           | Notas                       | Ref.   |
| ------- | ------------------------------- | --------------- | --------------------------- | ------ |
| 2014    | A Warriors Afterlife            | David Espinoza  | Cortometraje                | [ 2 ]  |
| 2015    | Certified Mail                  | Paul            | Cortometraje                | [ 1 ]  |
| 2016    | Glorious                        | Vince           | Película biográfica         | [ 4 ]  |
| 2016    | Verräter                        | Rene            | Telefilme                   | [ 2 ]  |
| 2017    | Cedar Sequoia International     | —               | Papel invitado (1 episodio) | [ 1 ]  |
| 2017    | Snakebite Protection Chronicles | Luke            |                             | [ 2 ]  |
| 2019    | Pennyworth                      | Roddy           | Papel invitado (1 episodio) | [ 2 ]  |
| 2022–23 | Emmerdale                       | Marcus Dean     | Papel regular               | [ 20 ] |
| 2023    | The Venice Murders              | Matteo Grimaldi | Telefilme                   | [ 25 ] |

## Premios y nominaciones
| Año  | Premio              | Categoría            | Título    | Resultado | Ref.   |
| ---- | ------------------- | -------------------- | --------- | --------- | ------ |
| 2022 | British Soap Awards | Mejor recién llegado | Emmerdale | Nominado  | [ 19 ] |